# Era Mòla de Naut (Vilac)
Era Mòla de Naut és un antic molí de Vilac al municipi de Vielha e Mijaran (Vall d'Aran) protegida com a bé cultural d'interès local.

## Descripció
Era Mòla se situa damunt del pont de Salient, en el marge dret d'aquest riu.L'edifici se situa en posició obliqua envers el riu, de manera que la façana principal dona a migjorn,amb portal i finestres de fusta. Per la banda del corrent el mur fou reforçat amb contraforts. La coberta és de doble vessant, amb el crestall del fons resolt amb graons, fou bastida amb encavallades de fusta i teulada de licorella. La canalització li passa pel davant, de manera que hem de pensar que aquest canal d'obra té a veure amb el Ressèc que s'hi afegí.

## Història
Un Guillem Fabri jurà fidelitat al rei Jaume II l'any 1313. El molí de Vilac és documentat en el Cadastre de 1717, en el qüestionari de Francisco de Zamora amb un ressèc (1789) i en el Diccionario de Pascual Madoz (1850). De fet, Vilac era el terme que produïa més cereals de la Val, i més el seu molí donava servei també als veïns nuclis de Mont, Montcorbau i Betlan. Compareixen Jaume Busquets del Molie (1730) i Francesc Cau moliner de Vilac (1760). Posteriorment fou substituït per la Mòla naua o de Baisch.